# Acanthodraco dewitti
Acanthodraco dewitti Skóra, 1995 è un pesce della famiglia dei Batidraconidi, i pesci drago antartici. Unica specie del suo genere, è presente nell'Oceano Australe e nel Pacifico sud-orientale.

## Biologia
Due esemplari provenienti dal mare di Ross misuravano rispettivamente 125 e 128 mm di lunghezza e avevano 27 raggi nella pinna dorsale e 25-26 nella pinna anale. I due esemplari erano di sesso diverso e le loro gonadi si stavano sviluppando in procinto della riproduzione. Questo, insieme al rinvenimento di postlarve nella baia Terra Nova, suggerisce che la specie si riproduca nel mare di Ross.

## Distribuzione e habitat
A. dewitti è un pesce batidemersale che vive ad una profondità di almeno 255 m. Finora è stato rinvenuto solamente nel mare di Ross e nel Pacifico sud-orientale al largo del Cile, ma ha probabilmente una distribuzione circumpolare attorno all'Antartide, ed è sostituito nei mari intorno alla Georgia Australe da una specie simile, Psilodraco breviceps.

## Tassonomia
Il genere Acanthodraco venne istituito nel 1995 dall'ittiologo polacco Krzysztof Edward Skóra in concomitanza con la descrizione ufficiale della specie. La località tipo di A. dewitti è l'arcipelago delle Shetland Australi. Il nome del genere, Acanthodraco, è formato dall'unione delle parole acanthus, «aculeo» o «spina», in riferimento al maggior numero di spine sull'opercolo rispetto ai generi ad esso imparentati, e draco, cioè «drago», un suffisso comune nei nomi scientifici dei pesci nototenioidi. L'epiteto specifico commemora l'ittiologo americano Hugh Hamilton DeWitt, un noto studioso dei pesci antartici.